# Краснояровка (Тамбовская область)
Краснояровка — село в Мучкапском районе Тамбовской области России. Входит в состав Шапкинского сельсовета.

## География
Село расположено на берегу реки Вороны, в 9 километрах от центра сельсовета — села Шапкино. Западнее села проходит граница с Воронежской областью.

## Население
Список населенных мест Тамбовской губернии (по данным всесоюзной переписи 1926г.) Борисоглебский уезд. вып. 1., изд. Тамбовский губернский статистический отдел в селе Краснояровка наличного населения: мужчин 678, женщин 760, всего обоего пола 1435.
По данным переписи населения 2002 года, в селе Краснояровка проживало 116 человек. Согласно данным переписи 2010 года, в селе проживал 61 человек.

## История
Село было основано в XVIII веке крепостными крестьянами трёх помещиков как поселок Краснояровский. По данным переписи 1744 года там было 229 мужски душ. По сведениям адрес-календаря 1914 года село Краснояровка Шапкинской волости Борисоглебского уезда населяли 816 человек мужского пола и 672 женского пола.

## Улицы
В селе 5 улиц:
- Восточная улица
- Песчаная улица
- Речная улица
- Середина улица
- Школьная улица